# Miellesuolu
Miellesuolu is een Zweeds eiland gelegen in het Torneträsk. Het eiland ligt bij de zuidoever, heeft geen oeververbinding en is onbewoond.